# Ra en Isis
Ra en Isis is een Egyptische mythe waarin wordt verteld hoe de godin Isis de oude god Ra te slim af was en de macht van hem overnam.
Ra begon oud te worden en kwijlde soms tijdens zijn slaap. Isis ving wat van het goddelijke vocht op, mengde het met stof en maakte er een slang met giftanden van. Ze legde de slang op het pad dat Ra elke dag bewandelde en spoedig werd de zonnegod gebeten. Nog nooit had hij zo een vreselijke pijn geleden en wat voor machtswoorden hij er ook op afvuurde, niets hielp. De slang was immers gemaakt uit zijn eigen substantie. Hij riep alle goden bijeen om hem te helpen en Isis, de Vrouwe der spreuken, Vernietigster van ziekte en Opwekster van de doden vroeg hem wat er mis was. Hij deed zijn beklag en zij vroeg hem naar zijn Ware Naam, dat alleen kon zijn leven redden. Hij probeerde daar onderuit te komen, vermits zij met die kennis hem volledig in haar macht zou hebben. Hij zei daarom dat hij 's morgens Kheperi, 's middags Ra en 's avonds Tem was. Isis trapte er echter niet in. Uiteindelijk werd Ra door de pijn gedwongen toe te geven. De Ware Naam was verborgen in zijn hart en dus moest Isis dat verwijderen. Ook moest de oude god zijn beide ogen, de zon en de maan afstaan aan Isis' zoon Horus. Zonder hart en zonder ogen was Ra een god die afgedaan had en geen macht meer had. Zijn macht was nu in handen van Isis die haar machtige toverspreuk gebruikte om het gif te bezweren.
De spreuk die zij gebruikte werd tot in lengte van jaren op papyrus of linnen geschreven, dat dan in water werd gedoopt. Na het drinken van dat water was het gevaar om van een slangenbeet te sterven steevast bezworen.

Vloei, o gif, voort uit Ra. Oog van Horus, kom tevoorschijn uit Ra en schijn buiten zijn mond. Ik ben het, Isis, die dit bewerkt, en ik doe het gif op de grond vallen. Waarlijk de Naam van de grote god is van hem afgenomen. Ra zal leven en het gif zal sterven, want als het gif leeft, sterft Ra.